# Dasophrys swazi
Dasophrys swazi là một loài ruồi trong họ Asilidae. Dasophrys swazi được Londt miêu tả năm 1981. Loài này phân bố ở vùng nhiệt đới châu Phi.